# Heliconius incarnata
Heliconius incarnata är en fjärilsart som beskrevs av Otto Staudinger. Heliconius incarnata ingår i släktet Heliconius och familjen praktfjärilar. Inga underarter finns listade i Catalogue of Life.